# Груздь пергаментный
Груздь перга́ментный (лат. Lactárius pergámenus) — гриб рода Млечник (лат. Lactarius) семейства Сыроежковые (лат. Russulaceae). Съедобен условно, в солёном виде.

## Описание
- Шляпка ∅ 6—20 см, сначала выпукло-плоская, затем воронковидная. Кожица морщинистая или гладкая, белого цвета, позднее с желтоватым оттенком или с охристыми пятнами.
- Пластинки нисходящие по ножке, очень частые, желтовато-белые.
- Споровый порошок белого цвета.
- Ножка до 6—10 см в высоту, плотная, книзу суженная, гладкая, белая.
- Мякоть белая.
- Млечный сок очень едкий, обильный, белый, не изменяет окраски на воздухе.

## Экологияи распространение
Образует микоризу с лиственными и хвойными деревьями. Обитает, как правило, в тех же местах, что и груздь перечный (Lactarius piperatus), плодоносит иногда больши́ми группами.
Встречается от Западной Европы до Восточной Сибири.
Сезон: август—сентябрь.

## Сходные виды
- Груздь перечный (Lactarius piperatus) отличается более короткой ножкой, не более 7 см длиной, и всегда гладкой поверхностью шляпки, а также млечным соком, окрашивающимся на воздухе в зеленоватый цвет. Иногда пергаментный груздь выделяют как подвид груздя перечного.

## Синонимы

### Латинские синонимы
- Agaricus pergamenus Sw., 1809basionym
- Galorrheus pergamenus (Sw.) P.Kumm., 1871
- Lactifluus pergamenus (Sw.) Kuntze, 1891
- Lactarius piperatus var. pergamenus (Sw.) Bataille, 1908
- Lactarius piperatus f. pergamenus (Sw.) S.Imai, 1938

## Пищевые качества
Гриб малоизвестен, часто считается несъедобным, однако во многих литературных источниках указывается, что он может употребляться как условно-съедобный, для засолки, подобно груздю перечному.